# Open banking
L'open banking ou système bancaire ouvert est un terme pour les services financiers relatif aux technologies financières.
L'open banking est un système bancaire dans lequel les consommateurs et les entreprises peuvent autoriser des banques ou d'autres acteurs qui fournissent des services financiers à avoir accès aux données sur leurs actifs et leurs opérations financières au moyen de canaux sécurisés en ligne, basé sur des technologies ouvertes.
L'open banking fait référence à :
1. L'utilisation d'interfaces informatiques ouvertes (Open API)[2],[3] qui permettent à des développeurs de logiciels et systèmes informatiques tiers de créer des applications et des services autour des institutions financières .
2. Une plus grande transparence financière des options pour les détenteurs de comptes, allant de l'Open Data aux données privées.

L'initiative Open Bank Project a été mise en place pour répondre à ces objectifs et aider les banques par des conseils et des technologies.
Le concept d'open banking pourrait être considéré comme une déclinaison de l'innovation ouverte.
Ce concept a émergé en Europe depuis 2018 avec la mise en application de la Directive sur les services de paiement (DSP 2) de 2013. Au Royaume-Uni, il est appliqué depuis janvier 2020. En Amérique du Nord, les États-Unis l'ont mis en place depuis 2018. On peut aussi retrouver ce concept en Amérique latine dans des pays comme le Brésil, le Mexique, l'Argentine, la Colombie et le Chili. En Asie-Pacifique, un projet est en cours en Australie. En Afrique, c'est le Nigeria qui a démarré le premier.

## Au Royaume-uni
Au Royaume-Uni, le gouvernement britannique (Budget HM Treasury) a lancé en 2016 l'Open Banking Working Group (OBWG) qui a défini l'Open Banking Standard  avec une mise en application début 2020.